# Pāhoehoe-Lava

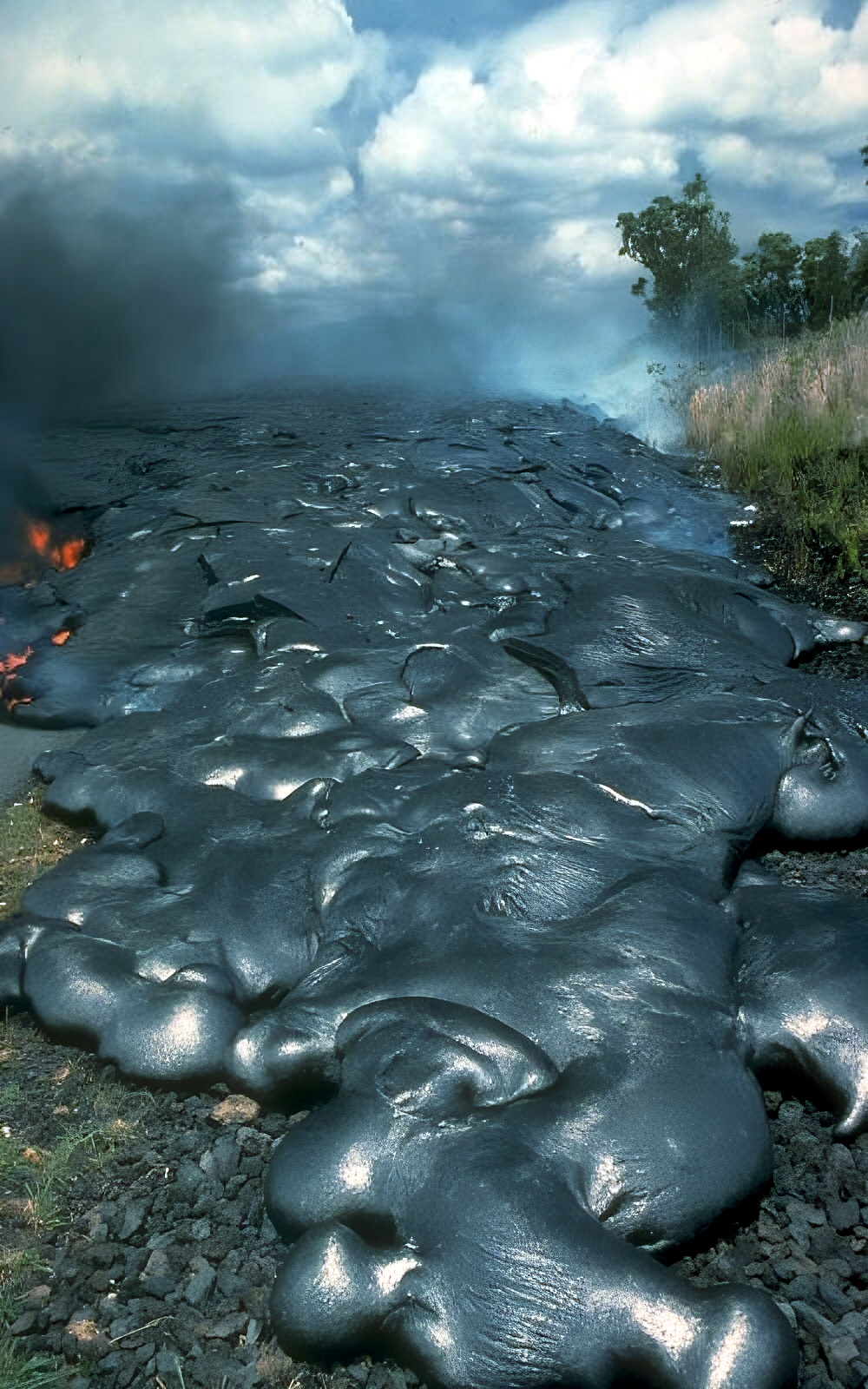
Pāhoehoe-Lava

Pāhoehoe-Lava (hawaiisch pāhoehoe) ist die Bezeichnung für eine dünnflüssige (also gering viskose) basaltische Lava mit hoher Temperatur und Fließgeschwindigkeit sowie geringem Kieselsäuregehalt, die nach der Erstarrung eine relativ glatte Oberfläche aufweist. Der Begriff wurde von Clarence Dutton in die geologische Fachsprache eingeführt und ursprünglich nur für die erstarrte Lava verwendet. In jüngeren Quellen werden auch fließende Lavaströme als Pāhoehoe(-Lava) bezeichnet.

## Beschreibung

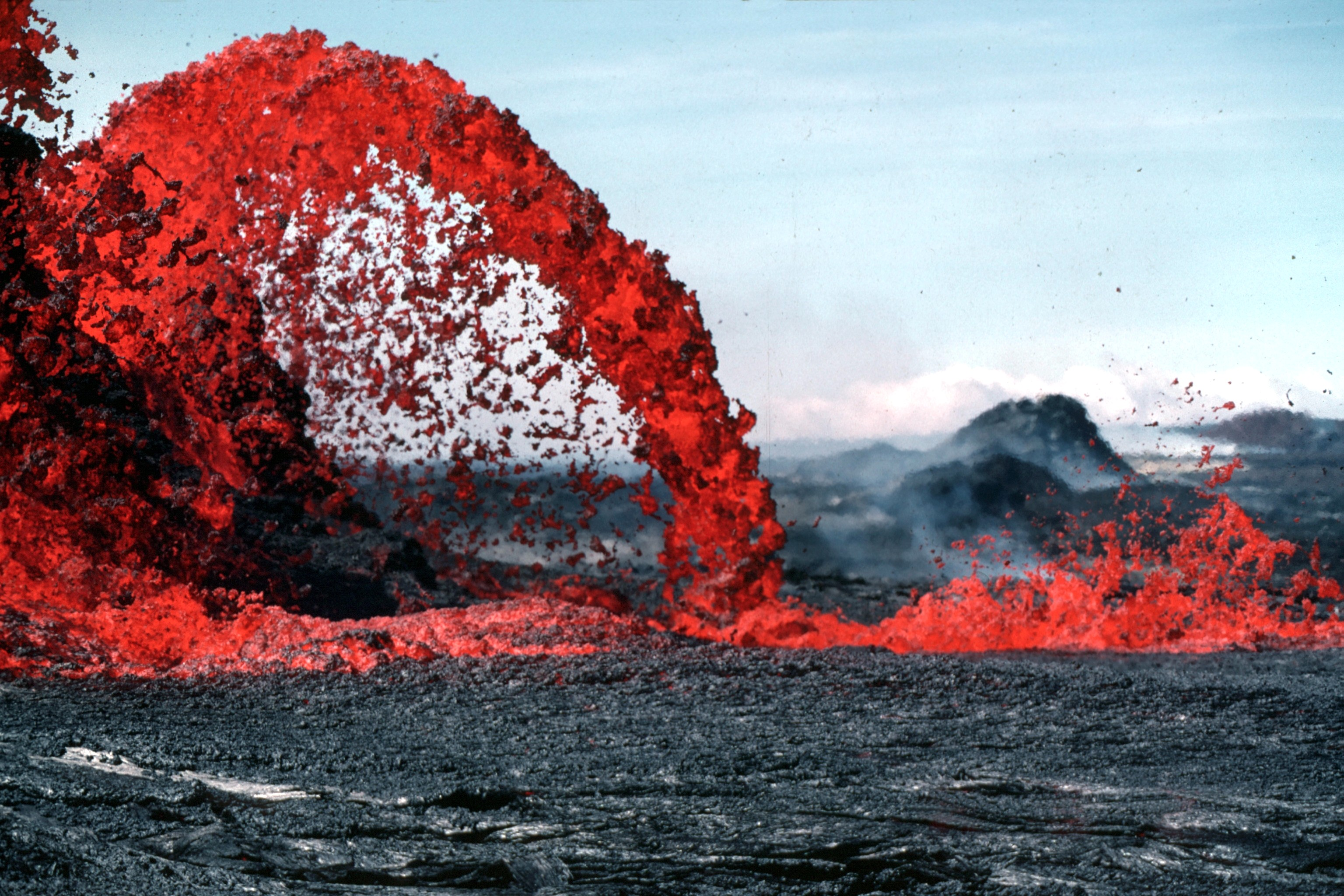
Pāhoehoe-Lavafontänen

Die sehr heiße Lava strömt unter einer horizontalen erstarrenden Kruste dahin, die häufig in einzelne Schollen zerbricht, sich in Lavarücken aufwirft oder auseinanderrutscht und Lavakissen hinterlässt. Während die Lavaströme noch aktiv sind, kann die bereits erstarrte Lavadecke bis zu 50 cm dick werden. Dadurch können sich Lavaröhren bilden.
Die Oberfläche ist, im Gegensatz zur zähflüssigen ʻAʻā-Lava, ziemlich glatt, so dass sie nach dem Erkalten gut betreten werden kann.

## Namenskunde

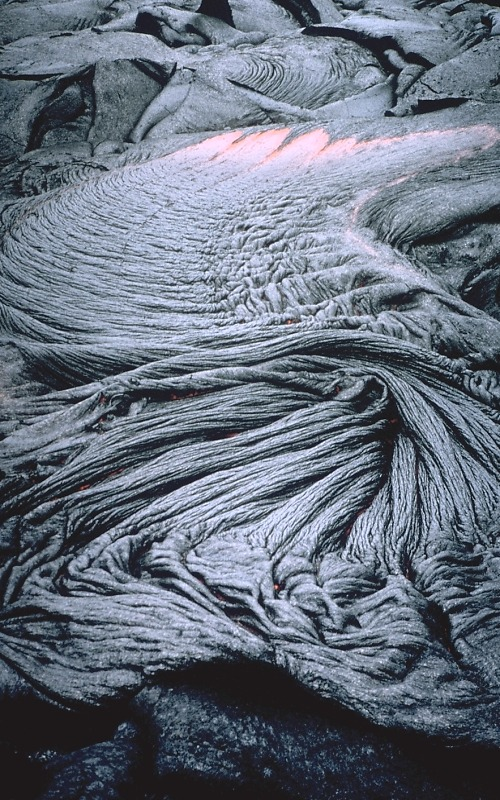
Stricklava

Alternative Bezeichnungen sind Fladenlava, Schollenlava, Wulstlava, Gekröselava, Seillava oder Stricklava. Der Name „Stricklava“ hat seinen Ursprung in der äußeren Form der Lava, deren Oberfläche wie ein Strickmuster strukturiert ist. Dieses entsteht dadurch, dass beim langsamen Abfließen der Lava an ihrer Oberfläche eine Art Haut entsteht, unter der die dünnflüssige Lava weiter abfließt und die Haut verschiebt.